# 발보아역
발보아(Balboa)역은 로스앤젤레스 메트로 버스웨이 G선역이다. 역명은 남북으로 이동하고 동서 교통로를 가로 지르는 인접한 발보아 대로의 이름을 따서 명명되었다. 이 역은 샌퍼넌도밸리 중심부에 있는 로스앤젤레스 발보아 호수 지구에 있다.

## 운행 정보

### 역 구조
| 동행 | G선 | 채츠워스 방면 (리시다)     |
| 서행 | G선 | 노스할리우드 방면 (우들리) |

### 메트로 버스웨이 운행 정보
메트로 버스웨이 주황선은 매일 24시간 운행한다.

### 연결 가능한 버스노선
- 메트로 로컬: 164, 236
- LADOT 커뮤터 익스프레스: 573, 574

## 인근 역세권
- 메트로 오렌지 라인 자전거 도로 - 역에 인접.
- 발보아 호수공원 -  L.A. 도시공원
- 세풀베다댐 분지도시공원, 레크리에이션 필드, 골프 코스
- 버밍엄 고등학교(Birmingham High School)
- 대니얼 펄 마그넷 고등학교(Daniel Pearl Magnet High School)
- 로스앤젤레스강 자전거 도로
- 빅토리 대로 자전거 도로